# Westlake Village
Westlake Village is een plaats (city) in de Amerikaanse staat Californië, en valt bestuurlijk gezien onder Los Angeles County.

## Demografie
Bij de volkstelling in 2000 werd het aantal inwoners vastgesteld op 8368.
In 2006 is het aantal inwoners door het United States Census Bureau geschat op 8584, een stijging van 216 (2.6%).

## Geografie
Volgens het United States Census Bureau beslaat de plaats een oppervlakte van
14,7 km², waarvan 13,5 km² land en 1,2 km² water.

## Plaatsen in de nabije omgeving
De onderstaande figuur toont nabijgelegen plaatsen in een straal van 16 km rond Westlake Village.

## Geboren
- Jonathan Lipnicki (1990), acteur
- Ari Stidham, acteur